# (28149) Arieldaniel
(28149) Arieldaniel est un astéroïde de la ceinture principale découvert en 1998.

## Description
(28149) Arieldaniel a été découvert le 14 octobre 1998 à la Station Anderson Mesa, un des deux sites d'observation de observatoire Lowell (Arizona (États-Unis), par le programme Lowell Observatory Near-Earth-Object Search (LONEOS).

### Caractéristiques orbitales
L'orbite de cet astéroïde est caractérisée par un demi-grand axe de 2,28 UA, un périhélie de 1,99 UA, une excentricité de 0,13 et une inclinaison de 6,91° par rapport à l'écliptique. Du fait de ces caractéristiques, à savoir un demi-grand axe compris entre 2 et 3,2 UA et un périhélie supérieur à 1,666 UA, il est classé, selon la JPL Small-Body Database, comme objet de la ceinture principale.

### Caractéristiques physiques
(28149) Arieldaniel a une magnitude absolue (H) de 15,7 et un albédo estimé à 0,173.

## Étymologie
Cet astéroïde est nommé en l'honneur d'Ariel Daniel.